# إمري جارابا
إمري جارابا (بالمجرية: Garaba Imre) (مواليد 29 يوليو 1958) هو لاعب كرة قدم. يلعب مع منتخب المجر لكرة القدم. سبق له أن لعب في كأس العالم لكرة القدم مع منتخب بلاده.

## روابط خارجية
- إمري جارابا على موقع قاعدة بيانات كرة القدم.إي يو (الإنجليزية)
- إمري جارابا على موقع ناشيونال فوتبول تيمز (الإنجليزية)
- إمري جارابا على موقع عالم كرة القدم.نت (الإنجليزية)